# Reigun Thune-Hedström
Reigun Elisabeth N:son Thune-Hedström, född 12 maj 1941 i Uppsala, är en svensk arkitekt.
Thune-Hedström, som är dotter till överläkare Stig Thune och Gunnel Östlund, avlade arkitektexamen vid Chalmers tekniska högskola 1965 och bedrev akademiska studier 1968–1977. Hon var assistent vid Chalmers tekniska högskola 1965–1967, arkitekt hos Örebro stad/kommun 1967–1971, planarkitekt i Sollentuna kommun 1971–1975, chef för planavdelningen 1975–1980, biträdande stadsarkitekt 1980–1983, lärare på tekniskt gymnasium och Kungliga Tekniska högskolan och stadsarkitekt i Upplands Väsby kommun från 1983. 
Thune Hedström var ordförande för SACO-SR i Sollentuna 1975–1981, styrelseledamot i Arkitektförbundet 1981–1985, ordförande 1983–1987, styrelseledamot i SACO-SR från 1985, ledamot av Arbetarskyddsstyrelsen från 1986, ledamot av arbetsförmedlingen i Upplands Väsby från 1981, kommunens samordnare för bostadsbyggandet och granskningsansvarig i Upplands Väsby 1980–1985. Hon tilldelades Expressens miljöpris 1985.